# Richard Durden
Mark Richard Durden-Smith (Londra, 8 febbraio 1944) è un attore britannico.
Dopo 3 anni di matrimonio, nel 1971 divorzia dall'attrice Maria Aitken e nel 1996 si risposa con l'attrice Jane How.

## Filmografia parziale

### Cinema
- Il dottor Faustus (1967)
- Il marchio di Dracula (1970)
- Batman (1989)
- The Innocent (1993)
- Il grottesco (1995)
- L'insolente (1996)
- La notte dei sensi (1998)
- Amen. (2002)
- The Reckoning - Percorsi criminali (2002)
- Non dire sì - L'amore sta per sorprenderti (2005)
- Oliver Twist (2005)
- The Jacket (2005)
- 21 and a Wake-Up  (2009)
- Agorà (2009)
- From Paris with Love (2010)
- The Heavy (2010)
- 1921 - Il mistero di Rookford (2011)
- Anonymous (2011)
- Churchill (2017)
- Postcards from London, regia di Steve McLean (2018)
- Star Wars - L'ascesa di Skywalker (2019)

### Televisione
- Ispettore Morse (Inspector Morse) - serie TV (1987)
- Il re di Hong Kong - miniserie TV (1988)
- Piece of Cake - miniserie TV (1988)
- Dressing for Breakfast - sitcom (1997)
- Scuola di streghe - serie TV (1999)
- Highlander - serie TV (1999)
- L'ispettore Barnaby (Midsomer Murders) - serie TV, episodio 6x01 (2003)
- Miss Marple (Agatha Christie's Marple) – serie TV, episodio 1x01 (2004)
- Faida di sangue - Pumpkinhead 4 - film TV (2007)
- The Last Days of Lehman Brothers - film TV (2009)
- Agatha Raisin e la quiche letale - film TV (2014)
- Jonathan Strange & Mr Norrell - miniserie TV (2015)
- Agatha Raisin - serie TV (2016)
- Brexit: The Uncivil War - film TV (2019)
- Back to Life - serie TV (2019)
- Testimoni silenziosi (Silent Witness) - serie TV (2021)

## Doppiatori italiani
Nelle versioni in italiano delle opere in cui ha recitato, Richard Durden è stato doppiato da:
- Luciano De Ambrosis in From Paris with Love, 1921 - Il mistero di Rookford
- Dario Penne in Agorà
- Bruno Alessandro in Bridgerton
- Oliviero Dinelli in Joy